# Elfenlied (Mörike)
Das Elfenlied ist ein humorvolles Gedicht Eduard Mörikes, das auf Wortspielen und Verwechslungen basiert und traditionelle Überlieferungen eines mitternächtlichen Elfentanzes parodiert.

## Text
Elfenlied.

Bei Nacht im Dorf der Wächter rief:

          Elfe!

Ein ganz kleines Elfchen im Walde schlief –

          Wohl um die Elfe! –

Und meint’, es rief ihm aus dem Thal

Bei seinem Namen die Nachtigall,

Oder Silpelit hätt’ ihm gerufen.

Reibt sich der Elf’ die Augen aus,

Begibt sich vor sein Schneckenhaus,

Und ist als wie ein trunken Mann,

Sein Schläflein war nicht voll gethan,

Und humpelt also tippe tapp

Durch’s Haselholz in’s Tal hinab,

Schlupft an der Mauer hin so dicht,

Da sitzt der Glühwurm, Licht an Licht.

„Was sind das helle Fensterlein?

Da drin wird eine Hochzeit sein:

Die Kleinen sitzen bei’m Mahle,

Und treiben’s in dem Saale.

Da guck’ ich wohl ein wenig ’nein!“

– Pfui, stößt den Kopf an harten Stein!

Elfe, gelt, du hast genug?

          Gukuk! Gukuk!

## Aufbau und sprachliche Mittel
Das Gedicht besteht aus 23, zumeist vierhebigen Zeilen, von denen die Mehrheit paargereimt sind. Die heimliche kleine Welt der Elfen wird den Lesenden durch Diminutive (‘Schläflein’, ‘Fensterlein’) und Beschreibungen (‘Schneckenhaus’, ‘schlupft an der Mauer hin’) nahegebracht. Neben dem Wächterruf wird auch ein innerer Monolog des Elfen, der seine voyeuristische Neugier entlarvt, in wörtlicher Rede wiedergegeben.

## Zeitgenössische Kontexte
Gedichte und Balladen über die den Menschen normalerweise unsichtbaren Natur- und Geisterwesen wie Elfen, Feen und Kobolde erfreuten sich um 1800 im deutschsprachigen Raum großer Beliebtheit. Oft sind diese Texte ernst und dramatisch und stellen Verbindungen zwischen Naturkräften und menschlicher Psychologie her (z. B. in Goethes Ballade, Der Erlkönig, 1782). Goethe hatte bereits 1780 ein zweistrophiges ‘Elfenlied’ (‘Die Elfen sangen’) geschrieben; dort werden die Elfen um Mitternacht aktiv. In Mörikes Elfenlied werden die Verbindungen zwischen übernatürlichen Wesen und der Psyche zwar nicht aufgehoben, aber auf biedermeierliche Weise domestiziert und ironisiert.

## Narration und interpretative Bezüge
Ein schlafendes ‘Elfchen’, also wohl ein junger, unerfahrener Elfe, wird von einem Stadtwächter mit dem Ruf ‘Elfe’ (elf Uhr, statt um zwölf Uhr, der traditionellen ‘Geisterstunde’ der Tradition) geweckt, unter der Fehlannahme, es handele sich um einen persönlichen Aufruf. Damit nimmt das Gedicht auf volkstümliche Überlieferungen des ‘Elfentanzes’ oder ‘Elfenreigens’ Bezug, zu denen die sagenhaften Wesen um oder nach Mitternacht erwachen.
Die Elfenfigur wird mit der maskulinen Bezeichnung „der Elf’“ beschrieben. Wie ein ‘trunken Mann’ wandelt der noch halb schlaftrunkene Elfe durch ein Haselgesträuch ‘ins Tal’ und kommt dort zu einem noch hellerleuchteten Gebäude, in dem er eine Hochzeitsfeier vermutet. Ob es sich um eine menschliche oder eine Elfenhochzeit („die Kleinen sitzen beim Mahle/ und treibens in dem Saale“) handelt, lässt die offene Semantik des Textes unbestimmt. Der Elfe schaut dem orgiastischen Treiben durch ein Fenster zu, stößt sich dabei an einem Stein aber heftig den Kopf. Darauf wird er von einem Kuckucksruf verspottet, der wiederum ein Wortspiel („Gukuk“, „guck, guck“) enthält und so den Bogen zum Wortspiel des Anfangs schlägt. Der Kuckuck mit seiner eintönigen, lauten Stimme ist damit zugleich der Gegenspieler der Nachtigall des Gedichtbeginns, die oft als Vogel der nächtlichen Liebe konnotiert ist. Eine teilweise rationalisierende Passage enthält Zeile 14, wo angedeutet wird, dass es sich bei dem Elfen um einen Glühwurm, also um einen Leuchtkäfer, handeln könnte. Auch eine moralisierende und leicht schadenfrohe Erzählerstimme („Elfe, gelt, du hast genug?“) findet sich zum Textende.
Die Figur der im Mörike-Gedicht nicht näher bestimmten Silpelit hat in der Überlieferung und Forschung zu verschiedenen Spekulationen Anlass gegeben; in Mörikes Privat-Mythologie aus dem Letzten König von Orplid (in seinem Roman Maler Nolten) ist sie ein junges Elfenmädchen, das tagsüber ein Menschen- und nachts ein Elfenkind ist.

## Entstehung und Erstveröffentlichung
Das genaue Entstehungsdatum des Gedichts ist nicht überliefert, aber der Zeitraum der Gedichtkomposition wurde von der Mörikeforschung zwischen 1826 und Anfang 1828 bestimmt. Die Gedichtentstehung fällt daher in Mörikes Vikariatszeit. Der Text erschien 1832 erstmals bei der G. J. Göschen’sche Verlagshandlung in Stuttgart.

## Zur Rezeption
1888 vertonte Hugo Wolf das Gedicht Mörikes als spätromantisches Kunstlied (Mörike Lieder, Nr. 16, C.F. Peters, 1900). Es wurde u. a. von Richard Stokes ins Englische übertragen. Der deutsche Titel des Werks wird in englischsprachigen Musikkatalogen zum Romantischen Kunstlied als "Elf Song", oder auch als „Elfin dream“ wiedergegeben.
Eine weitere Vertonung Hugo Wolfs unter dem gleichen Titel bezieht sich auf eine andere Textvorlage, Shakespeares erotische Verwechslungskomödie A Midsummer Night’s Dream (Ein Sommernachtstraum), die auch Mörike bekannt war und ihn vermutlich ebenso wie Gedichte des britischen Dichters John Milton ('L'Allegro') mit angeregt hat.
Das Elfenlied (Elfen Lied, japanisch: エルフェンリート) ist auch namengebend für eine japanische Manga-Serie, die von Lynn Okamoto geschrieben und illustriert wurde. Der auf den verwirrten Elfen aus Mörikes Gedicht anspielende Titel wird zum Anlass genommen, soziales Außenseitertum und den sozialen Außenblick sowie Transgressionen im Genre der Dark Fantasy zu thematisieren. Die Serie wurde von Juni 2002 bis August 2005 in Shueishas Seinen-Manga-Magazin Weekly Young Jump veröffentlicht; sie enthält etliche explizite Gewaltszenen und ist in einigen Ländern verboten.